# Artillery Lake
Artillery Lake är en sjö i Kanada.   Den ligger i territoriet Northwest Territories, i den centrala delen av landet, 2 800 km nordväst om huvudstaden Ottawa. Artillery Lake ligger 359 meter över havet. Arean är 536 kvadratkilometer. Den sträcker sig 67,2 kilometer i nord-sydlig riktning, och 47,3 kilometer i öst-västlig riktning.
Trakten runt Artillery Lake är nära nog obefolkad, med mindre än två invånare per kvadratkilometer.